# オルデンブルク事件
オルデンブルク事件は、1997年の夏にドイツ・ニーダーザクセン州のオルデンブルクで起きた事件で、ドイツ人工妊娠中絶法における胎児適応の概念に関する議論の火付け役となったことで有名である。

## 経緯
出生前診断で胎児がダウン症と診断された妊婦が、オルデンブルク市内の病院で妊娠25週目での中絶手術を受けたが、出生した子ども（体重650グラム、身長32cm）は術後も生きていた。その際、担当医は延命治療を施さず、嬰児を毛布にくるんで放置していた。ところが、10時間経っても生存していたため治療を開始した。この時点で体温は摂氏28度まで下がっていたが、結局、この子どもは重度の障害を持ちながら生きながらえることになった。
事件後、数時間にわたって医療措置を施さなかったことは、連邦基本法の第3条にある「何人もその障害をもって差別待遇を被らない」とした規定に抵触するとして、ドイツ連邦議会議員のフーベルト・フュッペ（Hubert Hüppe）が担当医を刑事告発した。
子どもの生みの親にあたるカップルも、この医師を相手取って損害賠償と慰謝料を求める民事訴訟を起こしている。
人工中絶を生き延びた子どもは、実父母が引取りを拒否したためクロッペンブルク郡に住む養親に引き取られ、2019年に亡くなった。ドイツ国内では、通称「オルデンブルクの赤ん坊」（Oldenburger Baby）として知られている。
一方、彼の生母にあたる女性は、事件の6年後に自殺している。

## 事件の影響
担当医に対しては、当初暴行罪での起訴がなされる予定だったが、結局、検察はこの刑事訴訟手続きを停止した。ただ、担当医には13000ユーロの罰金刑が課されている。
一方、事件は主要メディアで報道されて社会問題化し、ドイツ人工妊娠中絶法における「胎児条項」（胎児適応によって中絶を認める要件）の廃止後のさらなる法改正の引き金となった。